# Janine Weber
Janine Weber (* 19. Juni 1991 in Innsbruck) ist eine ehemalige österreichische Eishockeyspielerin, die im Laufe ihrer Karriere unter anderem für die Connecticut Whale, Boston Pride und New York Riveters in der Premier Hockey Federation sowie die Boston Blades in der Canadian Women’s Hockey League aktiv war. Mit letzteren gewann sie 2015 den Clarkson Cup. Zudem gewann sie mehrere österreichische Meistertitel und EWHL-Meisterschaften mit den EHV Sabres Wien. Seit 2023 arbeitet Weber als Eishockeytrainerin beim HC Rhode Island und seit 2024 bei den Holy Cross Crusaders aus der Hockey East.

## Karriere
Janine Weber begann mit dem Eishockeysport im Alter von acht Jahren in der Eislaufschule des HC Innsbruck und durchlief in den folgenden neun Jahren die (männlichen) Nachwuchsmannschaften des Klubs. Als 17-Jährige debütierte sie für die österreichische Frauen-Nationalmannschaft. 2009 erhielt sie ihr Abitur am Reithmann Gymnasium in Innsbruck und wechselte anschließend in die österreichische Bundeshauptstadt zum damals besten Fraueneishockeyklub des Landes, den EHV Sabres Wien. Mit den Sabres gewann in den folgenden Jahren zwei Meistertitel in der EWHL sowie vier Staatsmeistertitel.
Mithilfe einer US-amerikanischen Mitspielerin bekam sie 2013 ein Stipendium für das Providence College, an dem sie zwischen 2013 und 2014 Pädagogik studierte. Parallel dazu spielte sie für die Friars, das Eishockeyteam des College, in der Hockey East.

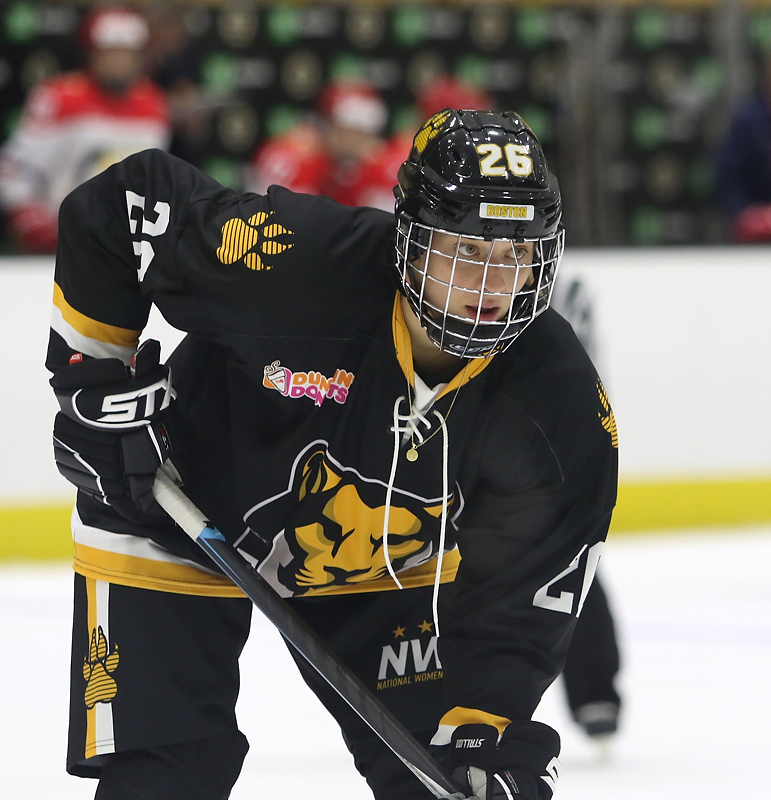
Janine Weber im Trikot der Boston Pride

Nach einem Jahr am College erhielt sie ein Angebot der semiprofessionellen Boston Blades und spielte für diese in der Saison 2014/15 in der Canadian Women’s Hockey League. Parallel zum Eishockeyspielen unterrichtete sie an einer Schule für Kinder mit Entwicklungsstörungen in Boston. Am 7. März 2015 erzielte sie im Finalspiel um den Clarkson Cup in der dritten Minute der Verlängerung das Siegtor zum 3:2-Sieg gegen die Stars de Montréal. Dieses Tor steigerte ihre Bekanntheit in Nordamerika deutlich, so dass die Hockey Hall of Fame ihren Schläger aus dem Finalspiel für die Ausstellung haben wollte. Anschließend unterschrieb Weber einen Vertrag in Schweden bei Linköpings HC mit Ausstiegsklausel für Nordamerika. Weniger Wochen wurden sie als erste Spielerin der neu gegründeten National Women’s Hockey League (NWHL) von den New York Riveters verpflichtet und ist damit Österreichs erste Profi-Eishockeyspielerin. Ihr erstes Jahr in New York schloss Weber als viertbeste Scorerin ihres Teams ab und erhielt einen neuen Einjahresvertrag (13.500 US-Dollar Gehalt). Zudem beförderte Trainer Chad Wiseman sie zum First-Line-Center.
Zur Saison 2017/18 zog Weber nach Rhode Island um und wurde von den Boston Pride verpflichtet. Ein Jahr später wechselte sie innerhalb der Liga zu den Connecticut Whale. Bei den Whale war sie drei Jahre lang Assistenzkapitänin. 2023 wurde die Premier Hockey Federation aufgelöst und Weber entschied sich, ihre Spielerkarriere zu beenden. Seither arbeitet sie als Trainerin des HC Rhode Island, einem Juniorenteam der Eastern Hockey League, sowie seit 2024 bei den Holy Cross Crusaders, der Fraueneishockey-Mannschaft des College of the Holy Cross, das an der Hockey East teilnimmt.

### International
Im Jahr 2008 debütierte Janine Weber für die österreichische Nationalmannschaft und schaffte bei der Weltmeisterschaft der Division II den Aufstieg in die Division I. Im Jahr 2009 nahm sie mit dem U18-Nationalteam an der Weltmeisterschaft der U18-Frauen der Division I teil und erzielte im Turnierverlauf fünf Scorerpunkte.
Seit 2009 ist sie fester Bestandteil des Nationalkaders und vertrat Österreich bei den jährlichen Weltmeisterschaften der Division I sowie im Rahmen der Olympiaqualifikation 2013 und 2017. Bei der Weltmeisterschaft der Division IA 2013 wurde sie mit sieben Punkten Topscorerin des Turniers.

## Erfolge und Auszeichnungen
- 2008 Aufstieg in die Division I bei der Weltmeisterschaft der Division II[11]
- 2009 Österreichische Meisterin mit dem EC The Ravens Salzburg
- 2010 Österreichische Meisterin mit dem EHV Sabres Wien
- 2011 Gewinn der Elite Women’s Hockey League mit dem EHV Sabres Wien
- 2011 Österreichische Meisterin mit dem EHV Sabres Wien
- 2012 Gewinn der Elite Women’s Hockey League mit dem EHV Sabres Wien
- 2012 Österreichische Meisterin mit dem EHV Sabres Wien
- 2013 Österreichische Meisterin mit dem EHV Sabres Wien
- 2015 Gewinn des Clarkson Cup mit den Boston Blades
- 2016 NWHL All-Star Game

## Karrierestatistik
(Legende zur Spielerstatistik: Sp oder GP = absolvierte Spiele; T oder G = erzielte Tore; V oder A = erzielte Assists; Pkt oder Pts = erzielte Scorerpunkte; SM oder PIM = erhaltene Strafminuten; +/− = Plus/Minus-Bilanz; PP = erzielte Überzahltore; SH = erzielte Unterzahltore; GW = erzielte Siegtore; 1 Play-downs/Relegation; Kursiv: Statistik nicht vollständig)